# Apatorhamphus
Apatorhamphus es un género de pterosaurio pterodactiloideo azdarcoide, que vivió a finales del período Cretácico, hace aproximadamente entre 98 y 92.5, durante el Cenomaniano, en lo que hoy es África. Posiblemente fue un Chaoyangopteridae. Fue descubierto en el grupo Kem Kem (Marruecos) y nombrado por McPhee et al., 2020. Solo se conoce por unos pocos fragmentos de hocico y probablemente tenía una envergadura de entre 3-7 metros (9,8-23,0 pies)

## Descubrimiento y denominación
Durante una visita en 2016 a la mina de fosfato Tafilalt en la meseta de Aferdou N'Chaft, cerca de Hassi el Begaa, Er Rachidia, el paleontólogo británico David Michael Martill compró un trozo de mandíbula de pterosaurio a los mineros. Habían cavado un túnel en una delgada capa que contenía fósiles en el borde de una cantera y allí se ofrecieron a la venta de hallazgos ilegales.
En 2020, el nuevo género y especie Apatorhamphus gyrostega fue nombrado y descrito por James McPhee, Nizar Ibrahim, Alex Kao, David M. Unwin, Roy Smith y David M. Martill. El nombre del género se deriva del griego antiguo apatos, "engañoso", y ramphos, "hocico", una referencia a las dificultades que uno tenía para determinar la naturaleza taxonómica de las mandíbulas y, de hecho, si era una mandíbula superior o una mandíbula inferior. La designación de la especie es una combinación de las palabras griegas, "redondeado" y stegè, "techo", una referencia a la sección transversal redonda de la parte superior del hocico.
El holotipo, FSAC-KK 5010, se encontró en la formación Kem Kem en Marruecos, que data del Albiano al Cenomaniano del Cretácico. Consiste en un gran fragmento de hocico.
McPhee y Martill refirieron varios hallazgos anteriores a la especie. Los especímenes FSAC-KK 5011, FSAC-KK 5012 y FSAC-KK 5013, encontrados en Begaa, Marruecos; FSAC-KK 5014, también de colección marroquí pero de origen desconocido; BSP 1993 IX 338, un hocico encontrado en 1993, reportado como posible pteranodóntido en 1999 y asignado a Alanqa en 2010; y CMN 50859, una mandíbula inferior identificada en 2011 como posible miembro de Dsungaripteroidea.